# 休·哈姆绍·托马斯
休·哈姆绍·托马斯（1885年5月29日—1962年6月30日）是一位英国古植物学家，毕业于剑桥大学唐宁学院，一战期间随英國皇家飛行隊在欧洲和中东服役，1934年当选皇家学会会士，1955–1958年间担任倫敦林奈學會会长，1958年和1960年分别获倫敦林奈學會颁发的达尔文-华莱士银质奖章和林奈奖章。